# Собреро, Асканио
Аска́нио Собре́ро (Асканьо Собреро; итал. Ascanio Sobrero; 12 октября 1812, Казале-Монферрато, Французская Империя — 26 мая 1888, Турин, Италия) — итальянский химик, ученик Пелуза. Обучался медицине в Турине, Париже, а затем химии в Гисене. В 1832 году получил степень доктора.
Первым получил нитроглицерин (1846, опубликовано в 1847) и нитроманнит, исследовал эфирные масла берёзы и вербены, смолу оливкового дерева; изучал соединения свинца, приготовил впервые многие ртутные соли. Публикация исследований нитроглицерина, который первоначально был назван «пироглицерин», была задержана Собреро из-за опасности обращения с полученным им веществом. В 1849 году вернулся в Турин в качестве профессора прикладной химии в Техническом институте, позднее был профессором теоретической химии. Вышел в отставку в 1882 году.
В начале 1850-х в лаборатории Пелуза в Париже с ним встречался молодой Альфред Нобель, который в 1863 году запатентовал способы производства и применения нитроглицерина и приготовления из него динамита. Одна из динамитных фабрик А. Нобеля была построена в Авильяне вблизи Турина, и Собреро работал на ней консультантом.
Собреро — автор многочисленных научных трудов. Большинство из них посвящено смолам и натуральным маслам, а также продуктам их перегонки, нитрованию органических соединений в общем и сахаров и многоатомных спиртов в частности. Написал «Manuale di chimica applicata alle arti», в трёх томах, 1851—57.